# Ull
|  | Per a altres significats, vegeu «Ull (desambiguació)». |

L'ull és un òrgan del sentit de vista del sistema sensorial. Ha evolucionat amb la finalitat de detectar la llum. Es compon d'un sistema sensible als canvis de llum, capaç de transformar-los en impulsos neuronals. Existeixen diferents tipus d'òrgans detectors de la llum, segons la seva sensibilitat. Són presents en una multitud d'éssers vius i van des dels ulls més simples (que detecten els contorns segons si els seus camps visuals estan il·luminats o no) fins als més complexos (com els ulls humans i els d'altres homínids) que permeten proporcionar el que s'anomena sentit de la vista. La comissura de l'ull rep el nom de cua de l'ull.
La majoria d'organismes complexos —incloent els mamífers, els ocells, els rèptils i els peixos— disposen de dos ulls. Poden estar situats en un mateix pla, cosa que permet definir les imatges de forma tridimensional (visió binocular, pròpia dels humans). Altrament, poden estar situats en diferents plans, obtenint imatges separades (visió monocular), com els conills o els camaleons.

## Tipus d'ulls
En la gran majoria de vertebrats i alguns mol·luscs, el funcionament dels ulls es basa a permetre l'entrada de la llum i projectar-la en un panell de cèl·lules sensibles anomenat retina, situada a la part posterior de l'ull, on la llum és detectada i convertida en senyals elèctrics que són transmesos al cervell a través del nervi òptic. Aquests ulls són típicament quasi-esfèrics i estan coberts d'una substància transparent i gelatinosa anomenada humor vitri; contenen una lent d'enfocament anomenada cristal·lí i, sovint, un múscul anomenat iris que regula la quantitat de llum que entra.
Els ulls dels cefalòpodes, els peixos, els amfibis i les serps tenen normalment lents amb una forma fixa, i utilitzen un sistema telescòpic per enfocar la visió semblant al que es fa servir en les càmeres.

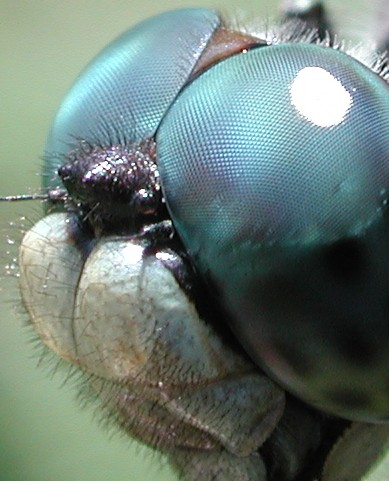
Ulls compostos d'una libèl·lula

Els ulls compostos es poden trobar en els artròpodes (insectes i animals similars) i estan formats per un nombre elevat de pantalles simples que ofereixen una imatge pixelada (i no imatges múltiples com sovint hom pensa). Cada sensor té la seva pròpia lent i les seves cel·les fotosensibles. Alguns ulls tenen més de 28.000 sensors, ordenats de forma hexagonal, i que poden donar un camp de visió completa de 360 graus. Aquests ulls són molt sensibles al moviment. Alguns artròpodes (la majoria d'estrepsípters), en canvi, tenen ulls formats per un nombre de pantalles petit, cadascuna d'elles amb una retina capaç de crear una imatge, que proporciona una visió amb múltiples imatges. En aquest cas, orientant els ulls a diferents angles, el cervell pot obtenir imatges amb una resolució angular molt precisa.
Els trilòbits, actualment desapareguts, tenien uns ulls compostos únics. Utilitzaven cristalls de calcita per formar les lents dels seus ulls, a diferència de la majoria d'artròpodes, que tenen els ulls tous. En canvi, quant al nombre de lents: es podien trobar variacions des d'un fins al miler de lents per ull segons l'individu.
Alguns dels ulls més simples, anomenats ocels, es poden trobar en animals com els cucs, que no poden veure, en el sentit normal de la paraula. Tenen cel·les fotosensibles, però no lents ni cap altre medi per projectar les imatges a les cel·les, i es limiten a distingir entre la presència de llum i la foscor. D'aquesta manera, els cucs es protegeixen de la llum directa del sol. Les aranyes saltadores tenen ulls simples, organitzats en un array d'ulls petits, que permeten aconseguir una visió suficient per buscar les seves preses i caçar-les. Algunes larves d'insectes com les erugues contenen ulls d'estructura intermèdia (estemmata) que els ofereix una imatge molt poc definida.

## Evolució de l'ull

Evolució de l'ull

L'evolució d'una estructura tan complexa com l'ull humà (basat en la projecció de les imatges) ha estat una qüestió difícil de resoldre dins la teoria de l'evolució. Darwin va tractar el tema de l'evolució dels ulls en el seu Origen de les Espècies:
La suposició que l'ull, amb tot el seu inimitable inventari per ajustar el focus a diferents distàncies, per admetre diferents quantitats de llum, per la correcció que realitza de l'aberració cromàtica i esfèrica, hagi pogut produir-se per selecció natural, sembla - confesso amb tota llibertat- absurda en tots els sentits. La raó em diu que, si es pot demostrar l'existència dels diferents graus entre un ull perfecte i complex i un altre d'imperfecte i simple, cadascun útil per l'ésser que el posseeix, i, si, a més a més, tenim en compte que els ulls gairebé mai varien lleugerament i que les variacions són inherents, cosa totalment certa, i, que qualsevol variació o modificació d'un òrgan ha de ser sempre útil a l'animal sota una situació de canvi en les seves condicions de vida; aleshores, la possibilitat de creure que un ull perfecte i complex pot haver-se format per selecció natural, si bé res no és impossible per la nostra imaginació, pot considerar-se pràcticament inexistent. 
Tot i la precisió i la complexitat de l'ull, les anàlisis teòriques de l'evolució de l'ull, dutes a terme per Dan-Erik Nilsson i Susanne Pelger (Nilson and Pelger, 1994, Proc Biol Sci), van demostrar que un òrgan òptic primitiu podria haver evolucionat fins a un ull complex com l'humà, en un període raonable de temps (menys d'un milió d'anys) simplement a través de petites mutacions i per selecció natural. David Berlinski -matemàtic, simpatitzant del Disseny Intel·ligent i professor d'Oxford- va criticar aquestes troballes, incloent-hi les crítiques que el treball no havia utilitzat cap simulació amb ordinador (una cosa que era essencial per molts científics, però a la qual havien renunciat els autors), i crítiques sobre els seus mètodes científics en general. Els autors originals i altres científics proevolució van qüestionar les crítiques de Berlinski.
Els ulls en diversos animals mostren una adaptació a les seves necessitats. Per exemple, les aus rapinyaires tenen una agudesa visual més bona que els humans i altres ocells, com els ratpenats, que poden veure la llum ultraviolada. Les diferents formes de l'ull, per exemple entre vertebrats i mol·luscs, se citen normalment com a exemples d'evolució paral·lela. Així i tot, el desenvolupament de l'ull és considerat per molts experts com monofilètic, és a dir, tots els ulls moderns, variats com són, tenen el seu origen un mateix ull que es creu que va evolucionar fa 540 milions d'anys (Mya).
Tant la forma de l'ull com la posició d'aquest ha sigut a causa de l'adaptació del medi i les circumstàncies en les quals es trobaven les diverses espècies. Una gran varietat d'éssers s'haurien pogut beneficiar amb l'aparició d'un tercer ull, o d'una altra posició a diferència d'on els tenien inicialment. Podria haver sigut un avantatge per a alguns i els podria haver salvat la vida i no acabar sent presses dels depredadors. Però en comptes d'això, hem acabat tenint la majoria d'espècies dos ulls centrals, situats al cap, una estructura amb mobilitat i, a més a més, situats estratègicament a una distància adequada per portar informació el més ràpid possible cap al cervell. Amb tot això, s'afirma després de milers d'any d'evolució, que no compensa adquirir-lo. Com diu al llibre Sapiens “Hi ha hagut tants milions d'anys d'evolució, tanta diversitat d'éssers vius que, si el tercer ull no ha aparegut, ha estat perquè no ha valgut la pena.”
Pel coneixement que tenim sobre els ulls dels vertebrats i els mol·luscs, han existit a la natura etapes funcionals intermèdies que són una il·lustració de la quantitat de varietats i peculiaritats de la construcció de l'ull. En el model monofilètic, aquestes variacions són menys il·lustratives en els ulls dels invertebrats, com passa amb els artròpodes, però, com que aquests ulls són massa simples, se suposa que hi ha alguns estats intermedis que encara no s'han trobat.
- Ull-punt - Un simple pegat de cel·lules fotosensibles, força comú entre els invertebrats petits. Pot detectar la llum ambiental. Físicament similar als pegats receptors del gust i l'olfacte. Alguns organismes cobreixen el punt amb una espècie de cel·les transparents.
- Ull-forat - El pegat adopta gradualment una forma còncava, que garanteix la possibilitat de discriminar la direcció de la llum, millor com més gran és la profunditat. Aquests ulls es van veure per primer cop en cucs que van viure fa molt de temps, i es troben avui dia, en alguns invertebrats.
- Ulls de cambra porosa - Semblant al forat, l'obertura de la càmera aconsegueix percebre les imatges reals, i permet el sentit de la direccionalitat i de les formes. Actualment, s'ha trobat en el Nautilus.
- Ulls de cambra porosa amb capa protectora - Una superfície de cel·les transparents prevé la contaminació i la infecció de paràsits. En aquest cas, l'interior de la cambra segrega un humor transparent dedicat a optimitzar la recepció de la llum ja sigui realitzant un filtratge de color, aconseguint un índex de refracció elevat, bloquejant la llum ultraviolada o permetent la possibilitat de treballar dins i fora de l'aigua. El tipus de capa, en la majoria dels casos, està directament relacionat amb el tipus de closca o pell de l'organisme (normalment prové de la muda de l'animal).
- Ulls amb diversos humors - Les cel·les transparents que cobreixen l'obertura estan formades per dues capes, separades per un líquid. Aquest, bàsicament és un líquid circulatori que porta oxigen, nutrients, residus, amb funcions d'immunitat, que permetia donar-li un gruix i augmentar la protecció. A això, se li sumen diverses interfícies entre sòlids i líquids que augmenten el potencial òptic, permeten angles de visió estrets, major resolució d'imatges, o ambdós a l'hora. Altre cop, la divisió de les capes ve originada de la muda de la pell; el líquid intracel·lular depèn normalment de la profunditat de la capa. Aquesta composició no s'ha trobat mai, i tampoc no s'espera trobar mai, ja que la fossilització rarament conserva els teixits tous.

## Procés de formació de l'ull en els mamífers
En la formació de l'ull hi ha una inducció en cascada, induccions múltiples entre poblacions de cèl·lules. Açò vol dir que unes cèl·lules modifiquen el patró d'expressió gènica (fa que expresse altres gens) d'altres mitjançant substàncies que segreguen. La inducció en cascada és per a diferenciar les poblacions cel·lulars, però també per a mantindre l'ordre anatòmic i que cada part de l'ull estiga on toca perquè l'òrgan siga funcional.
Primer es forma una expansió lateral (una per ull) del diencèfal (regió més anterior de l'encèfal, proencèfal) que va creixent i apropant-se a l'epidermis de la regió encefàlica, formant-se la vesícula oftàlmica o òptica. En estar prou prop de l'epidermis, el diencèfal indueix a l'epiteli epidèrmic, que prolifera i s'engrosseix. La regió engrossida és la placoda oftàlmica. La placoda ipso facto comença a invaginar-se formant la vesícula del cristal·lí que indueix a la placoda a plegar-se sobre si mateix, donant lloc a una estructura en forma de copa, la copa oftàlmica. La capa pigmentada sintetitza melanina i es forma la retina pigmentària en la capa interna de la copa oftàlmica. En la cara externa es forma una altra capa més grossa que formarà la retina neural i els fotoreceptors (cons i bastons). La llum rebotarà en la capa pigmentada i anirà als cons i bastons. Les altres sis capes de la retina capten els senyals dels bastons i els transmeten al nervi òptic que està al peu de la copa. A continuació, la vesícula del cristal·lí perd el contacte amb l'epidermis. Es produeix una modificació del patró d'expressió gènica de les cèl·lules de la vesícula del cristal·lí i comencen a sintetitzar unes proteïnes especials anomenades cristal·lines, que s'acumulen en capes dins de les cèl·lules fins que fan una estructura transparent. A causa d'aquest procés, es produeix una nova inducció, ara al mesoderma que separa el cristal·lí de l'exterior. Aquestes cèl·lules mesodèrmiques prenen 2 possibles camins de diferenciació:
1. Cèl·lules mioepitelials, no són epitelials, són musculars llises que acumulen pigments de diferents colors. A més, les cèl·lules es disposen radialment al centre del cristal·lí, deixant un forat al centre. S'està formant l'iris, el diafragma que controla la quantitat de llum que entra. Unes altres cèl·lules no pigmentades es disposen radialment a un dels equadors del cristal·lí, per darrere de l'iris. Aquestes poden modificar l'angle de curvatura de la lent, depenent de si es contrauen o no. Amb l'edat, formen enllaços covalents en comptes de ponts d'hidrogen i perden capacitat d'adaptació de l'angle de curvatura.
2. Fibroblasts, formaran una estructura de protecció de l'ull, per davant de les altres estructures. És la còrnia, formada per col·lagen i amb estructura de teixit fibrós. Les fibres de col·lagen s'ordenen, cosa que en altres fibres no passa. Segons les fibres van formant-se, es col·loquen en capes, fibres paral·leles entre elles. Una capa de l'altra se situen 90° respecte entre elles.

La composició de la matriu amorfa on estan immerses les fibres, fa que tinguen un índex de refracció igual que el del col·lagen i, per tant, l'estructura és transparent. Amb l'edat, les fibres de la còrnia poden formar enllaços covalents entre elles i es formen les cataractes.
Per davant de la còrnia hi ha l'escleròtica, una monocapa d'epiteli cúbic que no afecta per a res al pas de la llum.

## Enfocament
Per tal que els raigs de llum es puguin enfocar, s'han de refractar. La quantitat de refracció necessària depèn de la distància a què estigui situat l'objecte que s'intenta enfocar. Un objecte distant necessitarà menys refracció que un de proper. La major part de la refracció es produeix a la còrnia, que té una curvatura fixa. La resta de la refracció necessitada té lloc al cristal·lí. En envellir, l'ésser humà va perdent aquesta capacitat d'ajustar l'enfocament, deficiència coneguda com a presbícia o vista cansada.

## Túniques de l'ull
- Corneosclera o túnica fibrosa externa: Que es compon de dues regions: Escleròtica i Còrnia
- Úvea o túnica vascular mitjana: Aquesta conformada per tres regions, la coroide, el cos ciliar i l'iris.
- Retina o Túnica Neural: es compon de 10 capes, que des de l'exterior a l'interior del globus es denominen: Epiteli pigmentat, Capa de cons i bastons (receptora), Membrana limitant externa, Capa nuclear externa, Capa plexiforme externa, Capa nuclear interna, Capa plexiforme interna, Capa de cèl·lules ganglionars, Capa de fibres del nervi òptic, Membrana limitant interna.

## Parts de l'ull

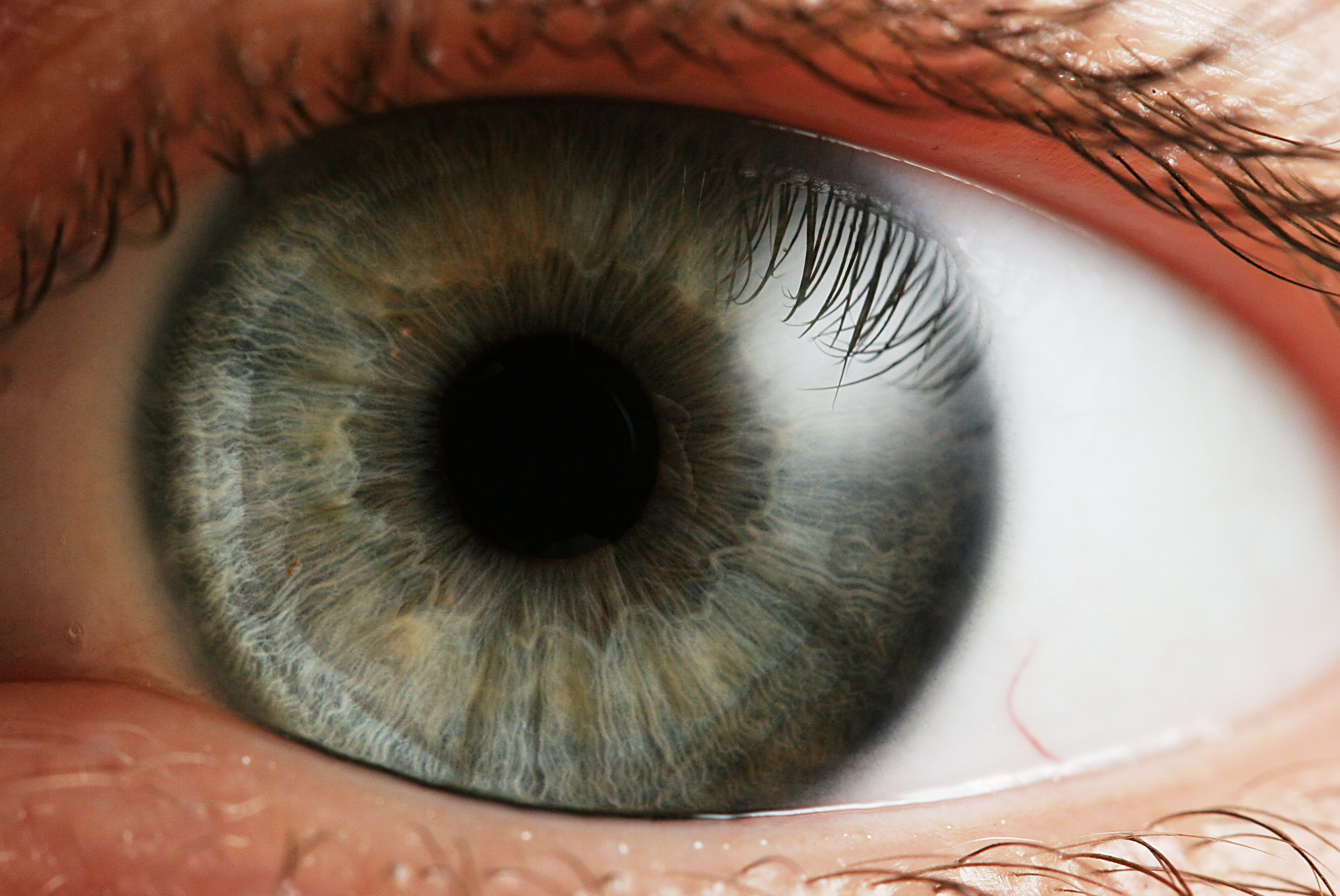
Iris blau.

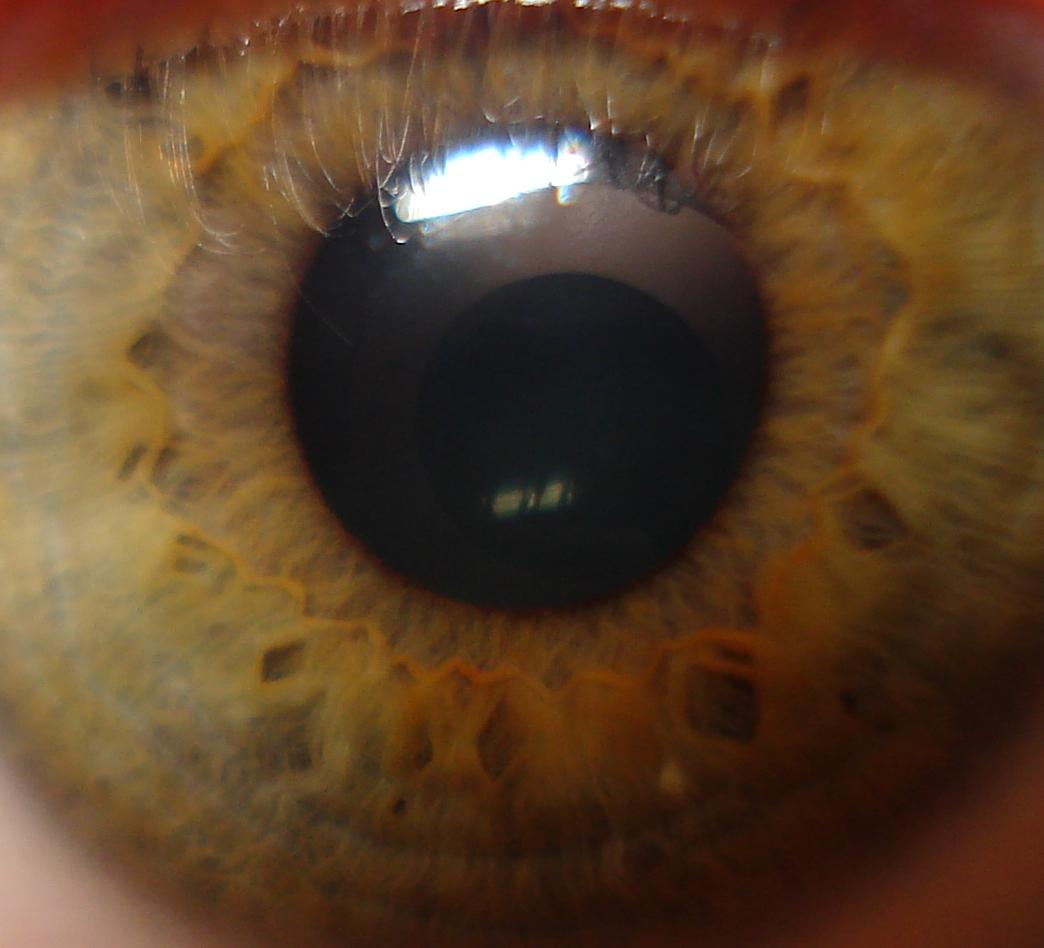
Iris verd.

### Segment anterior
- Còrnia És l'estructura hemisfèrica transparent localitzada al capdavant de l'òrgan ocular, que permet el pas de la llum i que protegeix l'iris i el cristal.
- Iris és la membrana pigmentada i circular de l'ull que separa la cambra anterior de la cambra posterior. Té una obertura central de mida variable que comunica les dues cambres: la pupil·la. Correspon a la porció més anterior de la túnica vascular, la qual forma un diafragma contràctil davant del cristal·lí. Es troba després de la còrnia, entre la càmera anterior i el cristal·lí, a qui cobreix en major o menor mesura en funció de la seva dilatació. És responsable del color dels ulls.
- Pupil·la és un orifici en la part central de l'iris per al pas de la llum. Es tracta d'una obertura dilatable i contràctil de color negre amb la funció de regular la il·luminació que li arriba a la retina, a la part posterior de l'ull.
- Cos ciliar fa possible l'enfocament d'objectes situats a diferents distàncies. Aquest objectiu s'aconsegueix mitjançant un augment de la seva curvatura i del seu gruix, procés que es denomina acomodació. El cristal·lí es caracteritza per la seva alta concentració en proteïnes, que li confereixen un índex de refracció més elevat que els fluids que l'envolten. Aquest fet és el que li atorga la seva capacitat per refractar la llum, ajudant la còrnia a formar les imatges sobre la retina.és una part de l'ull situada entre l'iris i la regió de l'ora serrata en la retina, responsable de la producció de l'humor aquós i del canvi de forma del cristal·lí necessari per a aconseguir la correcta acomodació (enfocament).
- Cristal·lí és una part de l'ull situada entre l'iris i la regió de l'ora serrata en la retina, responsable de la producció de l'humor aquós i del canvi de forma del cristal·lí necessari per a aconseguir la correcta acomodació (enfocament).

### Segment posterior
- Escleròtica és la part blanca de l'ull, és una membrana opaca de color blanc, gruixuda, resistent i rica en fibres de colàgen. Constitueix la capa més externa del globus ocular. La seva funció és la de donar-li forma i protegir els elements més interns.
- Coroide o úvea posterior,[2] és una membrana profusament irrigada amb vasos sanguinis i teixit conjuntiu, de coloració fosca que es troba entre la retina i l'escleròtica de l'ull. La part més posterior està perforada per al nervi òptic i continuant per davant amb la zona ciliar. La funció de la coroide és mantenir la temperatura constant i nodrir algunes estructures del globus ocular.[3]
- Retina en els vertebrats és un teixit sensible a la llum situat a la superfície interior de l'ull. És semblant a una tela on es projecten les imatges. La llum que incideix en la retina desencadena una sèrie de fenòmens químics i elèctrics que finalment es tradueixen en impulsos nerviosos que són enviats cap al cervell pel nervi òptic. La retina té una estructura complexa. Està formada bàsicament per diverses capes de neurones interconnectades mitjançant sinapsi.
- Cons i bastons son cèl·lules fotoreceptores que es troben a la retina. Tenen les molècules de pigment Rodopsina i Iodopsina, que absorbeixen llum i es descomponen en altres substàncies. Cada receptor està enllaçat amb una cèl·lula nerviosa mitjançant una sinapsi, i aquestes cèl·lules ho estan amb altres. Així es crea el procés que dona la possibilitat a visió.
  - Els cons són els responsables de la visió en color. Com el seu nom indica, tenen forma cònica i mesuren aproximadament 6 micres de diàmetre. Els humans tenen aproximadament quatre mil en cada ull. Aquests funcionen principalment en condicions d'alta lluminositat. Codifiquen el color, cadascun presenta una resposta dependent de la longitud d'ona que reben. N'hi ha tres tipus de cons diferents: els sensibles a la llum vermella, a la llum verda i a la llum blava. La sensació de color es produeix combinant els tres tipus de cons. A més, a causa de la seva manera bastant individual de connectar-se per anar a parar al cervell són responsables de la visió espacial.
  - Els bastons funcionen en condicions de baixa lluminositat, l'anomenada visió escotòpica. Són molt sensibles, capaços de capar un sol fotó i se saturen en condicions de llum elevada. No veuen en color, sinó en 'blanc i negre'. Els ulls humans tenen aproximadament entre noranta mil i cent trenta mil bastons. Les cèl·lules es connecten en grup i responen a estímuls que arriben a captar una àrea general però no els de separar els detalls. Aquests són més prims i allargats que els cons, el seu diàmetre és de 2 micres.
- Fòvea òptica és una petita depressió a la retina, al centre de l'anomenada màcula lútia. Ocupa una àrea total una mica més d'1 mm quadrat. En tots els mamífers, la fòvea és l'àrea de la retina on s'enfoquen els raigs lluminosos i es troba especialment capacitada per la visió aguda i detallada. L'àrea, anomenada també fòvea centralis, no té bastons sinó només cons, responsables de la percepció de colors. Els cons-M, per a l'àrea verda i els cons-L, per a l'àrea vermella de la llum visible s'ordenen en la fòvea centralis en un mosaic regular. Segons l'espècie, es troben o no presents uns pocs cons-K, responsables de la percepció de l'àrea blava de la llum visible. A la regió més interna, la foveola (que mesura en els éssers humans d'aprox. 0,33 mm. De diàmetre) és possible trobar només cons particularment prims del tipus M i L. Un objecte que l'ull enfoca es fixa sempre de manera que el seu reflex s'ubiqui exactament just a la fòvea centralis. A causa de la manca de bastonets i la consegüent incapacitat de percebre estructures fines sota males condicions de lluminositat, resulta particularment difícil, per exemple, llegir un text en la penombra.
- Màcula retinal és la zona de la retina especialitzada en la visió fina dels detalls, ens serveix entre altres coses per poder llegir i distingir les cares de les persones. En el seu centre hi ha la fòvea òptica.
- Disc òptic, papil·la òptica → punt cec és una zona oval situada cap al centre de la retina, per on surten de l'ull els àxons de les cèl·lules ganglionars de la retina que formen el nervi òptic. El punt cec és la regió de la imatge que es forma a la retina que coincideix amb el disc del nervi òptic. Atès que al disc òptic no hi ha cèl·lules sensibles a la llum, la imatge que es forma queda indefinida en aquest punt.
- Humor vitri és un líquid gelatinós i transparent que hi ha a l'ull, i omple l'espai comprès entre la retina i el cristal·lí.
- Tapetum lucidum (no en éssers humans) és una capa de teixits en l'ull de molts animals vertebrats. Es troba immediatament darrere o de vegades a la retina. Reflecteix la llum visual de tornada a través de la retina, incrementant així la llum disponible per als fotoreceptors. Això incrementa la visió en condicions de poca llum, però pot causar que la imatge percebuda sigui borrosa per la interferència del reflex de la llum.

## Patologies

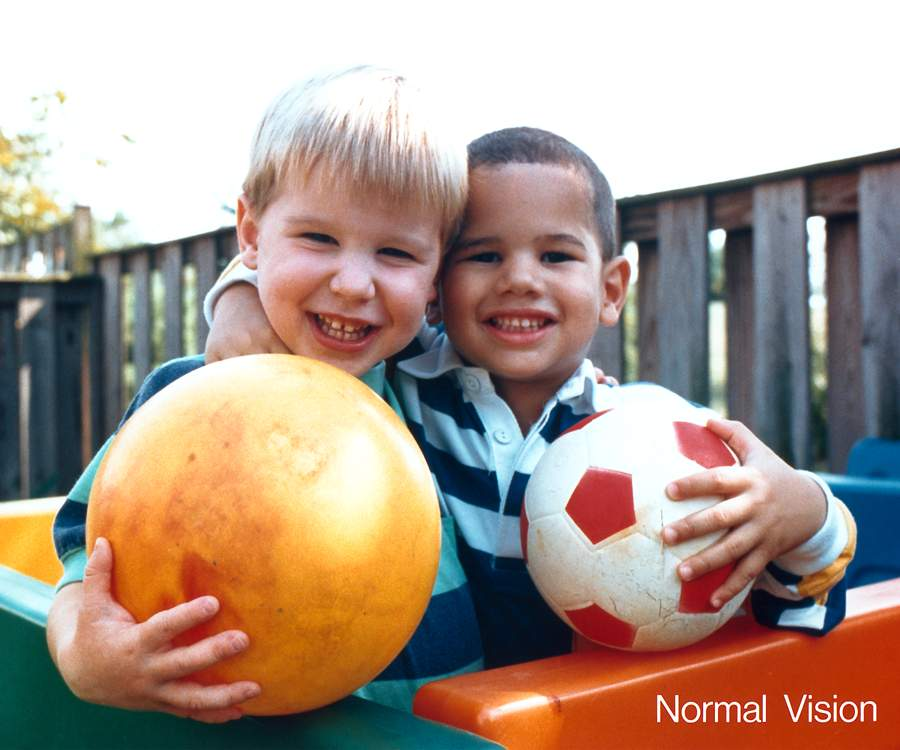
Imatge captada per una persona sense problemes de vista

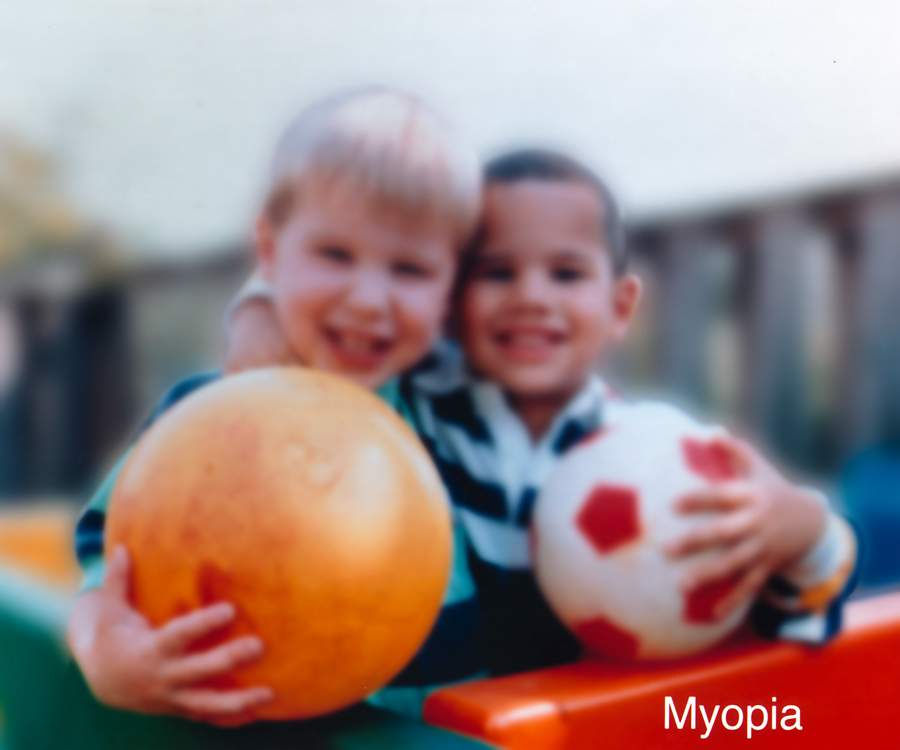
Simulació de miopia

Hi ha diversos defectes de l'ull que impedeixen la formació correcte de la imatge en el fons del mateix.

### Ametropies
Les ametropies, o defectes d'enfocament en la retina, poden ser:
- Astigmatisme és un estat ocular que generalment prové d'un problema en la curvatura de la còrnia, el que impedeix l'enfocament clar dels objectes que es troben propers o llunyans. Així, les imatges s'enfoquen damunt la retina de forma distorsionada i afecta la visió tant de prop com de lluny. La forma de corregir-lo passa per l'ús d'ulleres o lents de contacte tòriques. Tot i així, existeixen remeis quirúrgics en funció de l'especificitat de cada diagnòstic (tècniques làser, tècniques incisionals i lents introculars tòriques).[4]
- Hipermetropia: hi ha una dificultat d'enfocar objectes propers. L'ull és massa curt i la imatge es forma al darrere de la retina. El cristal·lí no és capaç de comprimir-se prou per aconseguir la projecció correcta. Aquest defecte es nota més en els objectes situats prop de l'ull, atès que quant més a prop es troba l'objecte, més s'ha de comprimir el cristal·lí per aconseguir acomodar-se. La forma de corregir-ho passa per situar una lent convergent davant l'ull per tal d'ajuntar els raigs i aconseguir que es tallin abans.[5][6]
- Miopia: hi ha una dificultat d'enfocar objectes llunyans. L'ull és massa llarg i la imatge es forma davant la retina. El cristal·lí, per la seva banda, és incapaç d'estirar-se de forma suficient per aconseguir una projecció òptima. Quant més lluny es troba l'objecte, més s'ha d'estirar el cristal·lí per aconseguir acomodar-se i, conseqüentment, el defecte és més notori en els objectes situats lluny de l'ull. La forma de corregir-ho passa per situar una lent divergent davant l'ull per tal de separar els raigs i fer que s'ajuntin una mica més enrere.[7][8]
- Presbícia, també anomenada vista cansada, en què hi ha una disminució de la capacitat d'enfocament de l'ull. Afecta el 90% dels més grans de 45 anys i és un defecte refractiu conseqüència de la pèrdua d'elasticitat del cristal·lí. Això provoca dificultats per veure-hi de prop de forma nítida. Generalment, la vista cansada sorgeix per l'envelliment de la capacitat de contracció del cristal·lí. La presbícia, a més, no es pot prevenir, atès que es troba vinculada al procés degeneratiu de l'ull -que també evoluciona amb l'edat-.[9]

### Inflamacions
- Conjuntivitis és la inflamació de la conjuntiva, membrana mucosa que recobreix l'interior de les parpelles dels vertebrats, i que es propaga a la part anterior del glòbul ocular. Les conjuntivitis poden ser: bacterianes, víriques, al·lèrgiques, produïdes per cossos estranys o traumàtiques.
- Queratoconjuntivitis seca es presenta quan les glàndules lacrimals produeixen menys llàgrimes, tant en humans com en altres espècies[10] La queratoconjuntivitis seca generalment es presenta en persones que, a part d'això, són saludables i és més comú en persones grans, atès que la producció de les llàgrimes disminueix amb l'edat. En casos rars, pot estar associat amb artritis reumatoide, lupus eritematós i altres trastorns similars. Igualment, pot ser causada per cremades químiques o tèrmiques. La deficiència de vitamina A és una causa comuna en àrees del món on és comú la desnutrició.
- Queratitis és una úlcera que afecta la còrnia. Aquesta lesió pot ser originada per agents patògens,[11] com ara virus i bacteris, o per lesions ocasionades per diverses causes, com ara laceracions i ferides causades per objectes o l'ús inadequat de lents de contacte o certs medicaments.[12]
- Uveïtis es defineix com la inflamació de l'úvea, làmina intermèdia de l'ull que es troba entre l'escleròtica i la retina, la qual aporta la major part del subministrament sanguini a la retina, i és una de les causes de l'ull vermell.[13] Sol acompanyar-se amb disminució de l'agudesa visual, de curs lent i progressiu, dolor i sense secrecions, el que el distingeix d'altres causes d'ull vermell com la blefaritis, conjuntivitis i el calazi. Per extensió també fa referència a qualsevol tipus d'inflamació de l'interior de l'ull. Sol cursar amb certa intolerància a la llum (referències, enlluernaments, etc.) i requereix un exhaustiu examen del fons de l'ull. Pot afectar un o ambdós ulls.

### Altres
- Acromatòpsia és la incapacitat de percebre els colors. És una malaltia genètica, congènita i estacionària (no-progressiva), lligada al cromosoma X. També es fa servir aquest terme per designar efectes anàlegs que han estat adquirits com a resultat d'una malaltia o accident.
- Degeneració macular per edat és ocasionada per degeneració, danys o deteriorament de la màcula retinal. La màcula és una capa groguenca de teixit sensible a la llum que es troba a la part posterior de l'ull, al centre de la retina, aquesta àrea proporciona l'agudesa visual que permet a l'ull percebre detalls fins i petits.
- Cataractes consisteix en l'opacitat de la lent o de la càpsula del cristal·lí de l'ull, que impedeix el pas dels raigs de llum. Són un procés degeneratiu. La pèrdua progressiva de visió que generen pot desembocar en ceguesa. Les cataractes són indolores, i el seu principal símptoma és una disminució de la visió. Constitueixen la principal causa de ceguesa a tot el món.[14] La forma de solucionar-les passa per la seva extirpació i substitució per un cristal·lí artificial o per lents externes fixes que, segons es vulgui enfocar objectes propers o llunyans, s'han d'anar variant.[15]
- Ceguesa és la pèrdua total o parcial del sentit de la vista. Hi ha diversos tipus de ceguesa parcial depenent del grau i tipus de pèrdua de visió, com la visió reduïda, l'escotoma, la ceguesa parcial (d'un ull) o el daltonisme.
- Glaucoma es defineix com una neuropatia degenerativa de les fibres del nervi òptic. Pot ser agut o crònic.
- Nictalopia és la deficiència visual en ambients mal il·luminats.
- Nistagme és un moviment involuntari i incontrolable dels ulls.
- Retinopatia diabètica és una complicació ocular de la diabetis, causada pel deteriorament dels vasos sanguinis que irriguen la retina del fons de l'ull. El dany dels vasos sanguinis de la retina pot tenir com a resultat que aquests pateixin una fuita de fluid o sang. Quan la sang o líquid que surt dels vasos lesiona o forma teixits fibrosos a la retina, la imatge enviada al cervell es fa borrosa.
- Estrabisme és la desviació de l'alineament d'un ull amb relació a l'altre. Implica la falta de coordinació entre els músculs oculars. Açò impedeix fixar la mirada d'ambdós ulls al mateix punt en l'espai, la qual cosa ocasiona una visió binocular incorrecta que altera l'estereopsi (percepció de la profunditat) del subjecte.
- Queratocon és una condició no habitual, a la qual la còrnia (la part transparent a la cara anterior de l'ull), està anormalment aprimada i protrudeix cap endavant. Queratocon literalment significa una còrnia en forma de con.
- Mussol El mussol és infecció causada normalment per bacteris que creixen en els fol·licles de les pestanyes. S'assemblen i se senten com grans, presentant-se com protuberàncies vermelloses que són doloroses al tacte.[16]

## L'ull en la cultura
Per a moltes cultures l'ull és el símbol de la saviesa, d'una vista que pot anar més enllà del real. Per això molts déus tenen ulls grossos. El símbol del déu cristià, per exemple, és un triangle amb un ull enmig, ja que Déu ho veu tot i, per tant, ho sap tot. Igualment, Fama, la deessa romana, tenia milers d'ulls per assabentar-se de les gestes heroiques. Aquest ull no era el físic, i per aquest motiu sovint els cecs estaven dotats d'una saviesa diferent, metafísica. Homer, entre altres poetes famosos, era cec. Odin va donar un ull a canvi del coneixement total.
Hi ha altres déus i criatures famosos pels seus ulls. Per als egipcis el sol i la lluna eren els ulls d'Horus. Ra (el déu del sol) es representa també amb un jeroglífic que és un ull i de les seves llàgrimes sorgeix la humanitat. El ciclop grec, per la seva banda, era un monstre grec amb un sol ull, mentre que Argos en tenia centenars. Els ulls de les Gòrgones eren tan letals que transformaven en pedra tot el que miraven directament, igual que el basilisc medieval que en deriva.
Els ulls es maquillen des de l'antiguitat per donar-los més relleu, sobretot aplicant ombra al seu contorn i fent que sembli que les pestanyes tenen més volum. El rímel modern té aquesta funció, hereu del kohl àrab i altres pigments. Els ulls allargassats són considerats més bells i també són el signe distintiu dels xinesos, japonesos i diferents pobles orientals. Durant segles, s'ha considerat que els ulls són la porta per on entra l'amor (a través de la bellesa física s'accedeix a l'enamorament), d'aquí la importància en la seva cura.